# جليزا 15 Ab
جليزا 15 Ab هو كوكب خارج المجموعة الشمسية مؤكد يقع على بعد يقدر بحوالي 11 سنة ضوئية من الأرض في اتجاه كوكبة المرأة المسلسلة حول النجم غرومبريدج 34 . تم اكتشافه في أغسطس 2014 في مرصد كيك باستخدام مطياف هيريس من قبل أندرو هوارد من خلال قياس السرعة الشعاعية للنجم المستضيف.